# Ігнатенко Олександр Вікторович (футболіст, 1993)
Олександр Вікторович Ігнатенко (нар. 17 квітня 1993) — український футболіст, півзахисник кригизстанського клубу «Нефтчі» (Кочкор-Ата).

## Клубна кар'єра
Вихованець дніпропетровського футболу. На початку кар'єри виступав за футбольні клуби Дніпропетровська в обласному чемпіонаті. У 2010 році приєднався до молодіжного складу луганської «Зорі» і за наступні чотири сезони провів в першості дублерів 67 матчів, відзначився одним голом. За основний склад «Зорі» так і не зіграв. Після нетривалого періоду виступів на аматорському рівні, навесні 2015 року приєднався до команди першої ліги «Суми», де за два з половиною сезони зіграв 45 матчів, відзначився одним голом.
Восени 2017 року вперше перейшов в закордонний клуб — грузинський «Зугдіді», в його складі зіграв 17 матчів у першій лізі Грузії, а його команда зайняла останнє місце в турнірній таблиці. У 2018 році виступав у вищій лізі Киргизстану за «Нефтчі» (Кочкор-Ата). Автором першого голу став 12 квітня 2018 року в матчі проти «Ілбірса», а загалом за сезон відзначився двома голами у воротах команд-суперників.

## Кар'єра в збірній
З 2008 по 2009 рік виступав за юнацьку збірну України (U-17).